# Perdita chihuahua
Perdita chihuahua är en biart som beskrevs av Timberlake 1964. Perdita chihuahua ingår i släktet Perdita och familjen grävbin. Inga underarter finns listade i Catalogue of Life.